# Interswede
Interswede var 1971–1972 ett svenskt reguljärflygbolag med bas på Malmö/Bulltofta flygplats.
Bolaget flög 1971–1972 med DC-8-51 SE-DCT och DC-8-51 SE-DCR. KB Interswede Aviation AB & Co hade utöver basen i Malmö även ett kontor i Stockholm. Flygbolagets byggdes till stor del upp av personal från flygbolaget Falconair, vilket gått i konkurs i september månad 1970. Redan från start då flygningarna inleddes hade man stora problem med att få kontrakt med researrangörer och resebyråer, vilket ledde till att flygbolaget avslutade all verksamhet samt försattes i konkurs den 29 februari 1972.